# Charles Mellin
Charles Mellin, in passato italianizzato in Carlo Mellini (Nancy, 1597 circa – Roma, 21 settembre 1649), è stato un pittore francese.

## Biografia
A Roma, dove si era trasferito all'età di circa 20 anni, lavorò molto con Simon Vouet.
Alcune sue opere decorano la chiesa di San Luigi dei Francesi, la chiesa di Trinità dei Monti e l'abbazia di Monte Cassino.
Morì a Roma nel 1649, senza lasciare discendenti né eredi. La sua tomba si trova nella chiesa di San Nicola dei Lorenesi a Roma.

## Opere

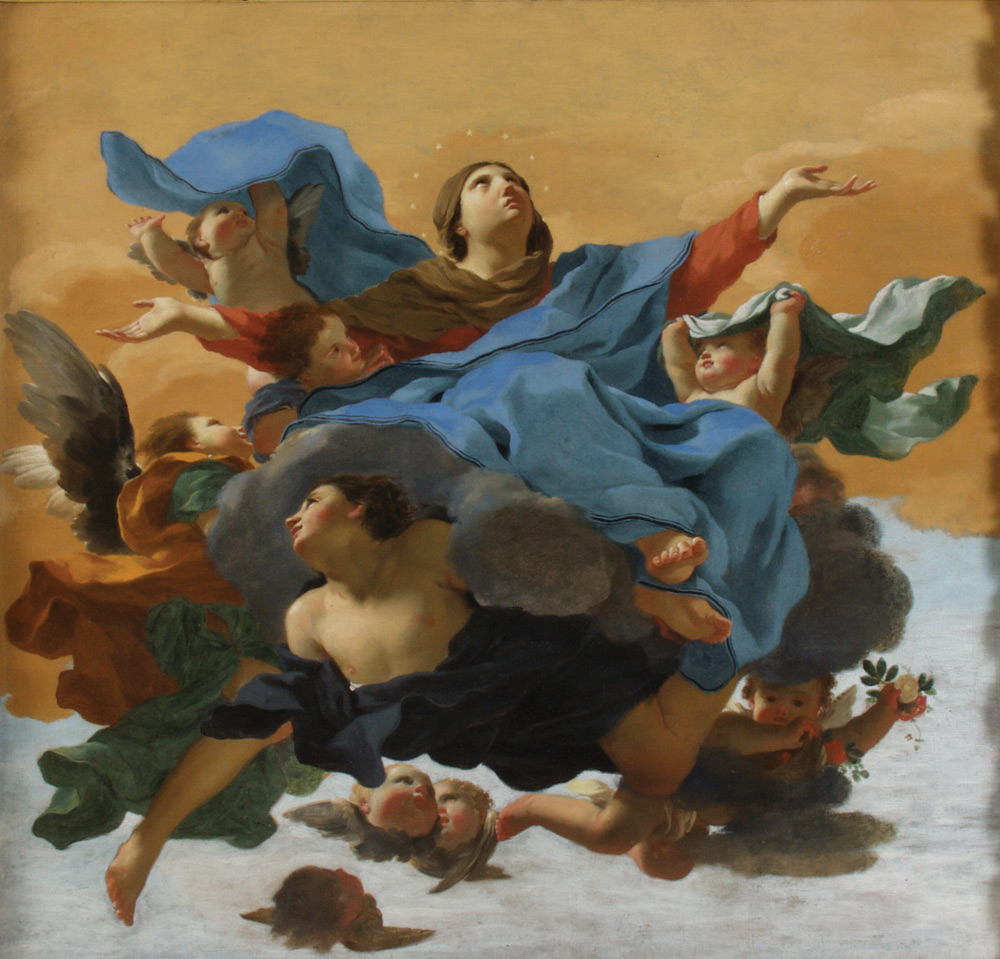
L'Assunzione della Vergine, Museo d'arte di Ponce

- La Pace e le arti, 1627, Roma, Galleria nazionale d'arte antica, Palazzo Barberini
- Natività, Roma, pala d'altare della quinta cappella a sinistra della chiesa di San Luigi dei Francesi
- San Francesco di Paola, Museo Lorenese, Nancy
- La Carità romana, 97 × 73 cm, Museo del Louvre, Parigi
- La Lapidazione di santo Stefano, Abbazia degli Uomini, Caen
- Santo Stefano, Museo delle belle arti di Valenciennes
- Ritratto di uomo (altrimenti detto "Alessandro del Borro"), Gemäldegalerie (attribuzione controversa)
- L'Amore e la Fedeltà, collezione privata
- Apollo, collezione privata
- Il Sacrificio di Abele, olio su tela, 38 × 29,5 cm, Museo Lorenese, Nancy
- San Francesco di Paola riceve la benedizione di Sisto IV, olio su tela, 75 × 98 cm, Museo delle belle arti, Rouen.
- L'Assunzione della Vergine, olio su tela, 98,1 × 103,1 cm, Museo d'arte di Ponce
- Ritratto di Giovanni Stefano Siri, Edimburgo, National Gallery of Scotland
- San Bartolomeo, castello di Compiègne (magazzino del museo del Louvre).
- Annunciazione, olio su tela cm 340 x 225 - firmato e datato in basso al centro: Carolus Mellin...1647, Museo Diocesano, Napoli

La confusione con altri pittori è accresciuta dal fatto che all'epoca numerosi collezionisti senza scrupoli facevano riportare la firma ben più prestigiosa di Nicolas Poussin sulle tele commissionate a Charles Mellin. Altri, come i Muti, famiglia aristocratica romana, firmavano con il proprio nome le opere realizzate da Mellin, prima di offrirle al papa in segno di adulazione. Si aggiunga che Charles Mellin si faceva chiamare Carlo Lorenese, rischiando di essere confuso con il famoso Claude Gellée (Claudio Lorenese) che usava uno pseudonimo simile.